# Ludwik Masłowski
Ludwik Masłowski herbu Samson (ur. 27 maja 1847, Horodyszcze pod Baranowiczami, zm. 11 września 1928, Bydgoszcz) – publicysta, tłumacz, jeden z pierwszych polskich socjologów, pisarz polityczny.
Ludwik Masłowski był synem Onufrego Masłowskiego, sekretarza gubernialnego szlachty i Eufemii z Iwickich h. Paprzyca, siostry Ignacego Iwickiego i Tekli Iwickiej. Przed powstaniem styczniowym, w którym brał udział, studiował medycynę i nauki przyrodnicze w Paryżu. Zbliżony do Ludwika Mierosławskiego zabiegał o pozyskanie polskiej młodzieży studiującej w Europie zachodniej dla sprawy polskiej. Masłowski wszedł do władz Stowarzyszenia Uczniów (w Paryżu) i kolegium redakcyjnego pisma Przyszłość (1866), organu tego związku. Z Paryża wrócił do Polski, podejmując działalność we Lwowie. Był pierwszym redaktorem Kuriera Lwowskiego oraz redaktorem i wydawcą wychodzącego we Lwowie zachowawczo-katolickiego dziennika Przegląd. W 1921 r. przeniósł się do Bydgoszczy, gdzie podjął pracę w Dzienniku Bydgoskim. Senior Syndykatu Dziennikarzy Pomorskich.  
Masłowski był początkowo wielkim zwolennikiem darwinizmu – za zgodą Karola Darwina przetłumaczył po raz pierwszy na język polski O pochodzeniu człowieka (1874, Kraków) oraz Dobór płciowy, (Lwów, 1876). Później został krytykiem teorii Darwina. Przełożył również Ciepło jako rodzaj ruchu Johna Tyndalla (Kraków 1873) oraz Dzieje utworzenia przyrody Ernsta Haeckla (wspólnie z Janem Czarneckim, 2 tomy, Lwów 1871). Był m.in. autorem Listów do przyjaciela, w których usprawiedliwiał swoje odejście od liberalizmu.